# ابو قلقل، حلب
ابو قلقل (به عربی: أبو قلقل) یک روستا در سوریه است که در ناحیه ابوقلقل واقع شده‌است. ابو قلقل ۲٬۷۴۲ نفر جمعیت دارد.